# 掌典職
掌典職（しょうてんしょく）は、日本の皇室において宮中祭祀を担当する部門である。宮中三殿においてその職務を行う。現在の掌典長は、元警察官僚で前侍従次長の加地正人。
戦前、宮内省の外局として国家機関に位置付けられていた。

## 神祇省掌典
明治4年（1871年）、宮中三殿などで行われる皇室祭祀を行う役職として、神祇省に大中少の掌典が設置された。

## 式部寮掌典
式部寮に移管された。

## 宮内省式部職掌典部
明治40年（1907年）10月31日、「宮内省官制」（明治40年皇室令第3号）が制定された。このうち掌典職次長についての規定は、以下の三条である。
すなわち、「典式」として式部職の所掌とされ、式部職に掌典部が置かれ、掌典職が祭事を司ることが規定され、掌典長、掌典次長、掌典、内掌典及び掌典補を置くことが定められた。各職掌と定員は次の通りである。
- 「掌典長」の定員は1名、勅任官とされ、皇室祭祀に奉仕し、掌典部・掌典職の事務を掌理し、所部職員を監督する。
- 「掌典次長」の定員は1名、勅任官または奏任官とされ、掌典長を補佐し、掌典長に事故があるときはその職務を代理する。
- 「掌典」の定員は8名、奏任官（名誉官とすることもできた。）とし、祭事を分掌する。
- 「内掌典」の定員は6名、判任官とし、祭事に従事する。
- 「掌典補」の定員は8名、判任官とし、祭事に従事する。
  - なお、「内掌典」は女性が就任する官職である。

## 宮内省掌典職
「掌典職官制」（昭和14年皇室令第4号）により、宮内省に掌典職が置かれ、掌典職には、掌典長、掌典次長、掌典、内掌典、掌典補、事務官及び属を置くことが定められた。
- 掌典長、掌典次長、掌典、内掌典及び掌典補は、宮内省式部職掌典部時代と同様の職掌である。
- 「事務官」は奏任官として掌典職の庶務を掌り、「属」は判任官として掌典職の庶務に従事していた。

## 内廷機関としての掌典職
1947年（昭和22年）5月3日の日本国憲法施行に伴う同省の廃止（宮内府への移行）により、掌典職も国家機関としては廃止された。
その後も皇室費の内廷費をもって人件費に充てられる職員が置かれる。現在は、宮内庁職員（国家公務員）ではなく、天皇の私的使用人としての性格を有する「内廷職員」と呼ばれている（皇室に直接雇用されている存在）。
1975年（昭和50年）以後伊勢の神宮や勅祭社における祭典では、天皇の使者である「勅使」をつとめる。
現行の職制および定員は以下の通り。
- 「掌典長」：1名。
- 「掌典次長」：1名。掌典より選任。
- 「掌典」：6名（うち1名が掌典職次長に就任）。
- 「内掌典」：5名。
- 「掌典補」：式部官補が兼務。
- 「出仕」

## 人物

### 歴代掌典長
『官報』のほか、『皇室事典』, p. 587, 「掌典長」も参照。
| 代 | 肖像画 | 人物         | 任命           | 退任           | 出自                                               | 備考                                                 |
| -- | ------ | ------------ | -------------- | -------------- | -------------------------------------------------- | ---------------------------------------------------- |
| 1  |        | 九条道孝     | 1884年10月03日 | 1898年09月10日 | 旧摂関家・九条家（公爵）                           | 麝香間祗候に転任。                                   |
| 2  |        | 岩倉具綱     | 1898年09月10日 | 1915年12月27日 | 旧羽林家・岩倉家（公爵）                           | 大正改元時の現職。 宮中顧問官に転任。                |
| 3  |        | 九条道実     | 1915年12月27日 | 1933年01月19日 | 旧摂関家・九条家（公爵）                           | 掌典次長より昇任。 昭和改元時の現職。 在任中に死去。 |
| 4  |        | 三条公輝     | 1933年01月28日 | 1945年11月10日 | 旧大臣家・三条家（公爵）                           | 掌典次長より昇任。 在任中に死去。                    |
| -  |        | 坊城俊良     | 1945年11月10日 | 1945年11月17日 | 旧名家・坊城家（伯爵）                             | 掌典長事務取扱 （掌典次長。）                        |
| 5  |        | 賀陽宮恒憲王 | 1945年11月17日 | 1946年02月25日 | 伏見宮系・賀陽宮家（皇族）                         | 唯一の皇族出身掌典長。                               |
| 6  |        | 徳大寺実厚   | 1946年02月25日 | 1946年08月12日 | 旧清華家・徳大寺家（公爵）                         |                                                      |
| 7  |        | 甘露寺受長   | 1946年08月12日 | 1959年05月21日 | 旧名家・甘露寺家（伯爵）                           | 明治神宮宮司に転任。                                 |
| 8  |        | 室町公藤     | 1959年05月21日 | 1960年11月10日 | 旧羽林家・室町家（伯爵）                           |                                                      |
| 9  |        | 徳大寺実厚   | 1960年11月10日 | 1968年09月10日 | 旧清華家・徳大寺家（公爵）                         | 還任。                                               |
| 10 |        | 永積寅彦     | 1968年09月10日 | 1977年06月20日 | 旧藩士家・大迫家（子爵） →旧藩士家・永積家（士族） | 昭和天皇学友。                                       |
| 11 |        | 東園基文     | 1977年06月20日 | 1991年04月01日 | 旧羽林家・東園家（子爵）                           | 第4代掌典次長東園基愛の養孫。                        |
| 12 |        | 小出英忠     | 1991年04月01日 | 2000年04月01日 | 旧大名家・小出家（子爵）                           |                                                      |
| 13 |        | 本多康忠     | 2000年04月01日 | 2002年09月10日 | 旧大名家・本多家（子爵）                           |                                                      |
| 14 |        | 井関英男     | 2002年09月10日 | 2009年05月14日 | 自治官僚                                           |                                                      |
| 15 |        | 手塚英臣     | 2009年05月15日 | 2014年02月02日 | -                                                  | 上皇明仁学友。 掌典次長より昇任。                    |
| 16 |        | 楠本祐一     | 2014年02月03日 | 2019年12月10日 | 外務官僚                                           | 令和改元時の現職。                                   |
| -  |        | 筑波和俊     | 2019年12月10日 | 2020年01月22日 | 賜姓華族・筑波家（侯爵）                           | 掌典長職務代行。 （掌典次長。）                      |
| 17 |        | 加地正人     | 2020年01月22日 | 現任           | 警察官僚                                           |                                                      |

### 歴代掌典次長
| 代 | 肖像画         | 人物       | 任命           | 退任                | 出自                       | 備考                                                    |
| -- | -------------- | ---------- | -------------- | ------------------- | -------------------------- | ------------------------------------------------------- |
| 0  |                | 九条道実   | 1908年01月01日 | 1909年12月25日      | 旧摂関家・九条家（公爵）   | 掌典次長心得                                            |
| 1  | 1909年12月25日 | 九条道実   | 1912年09月21日 | 創設。 侍従に転任。 | 旧摂関家・九条家（公爵）   |                                                         |
| 2  |                | 一条実輝   | 1912年09月21日 | 1913年08月09日      | 旧摂関家・一条家（公爵）   | 宮中顧問官に転任。                                      |
| 3  |                | 九条道実   | 1913年08月09日 | 1915年12月28日      | 旧摂関家・九条家（公爵）   | 還任。掌典長に昇任。                                    |
| 4  |                | 東園基愛   | 1915年12月28日 | 1920年11月10日      | 旧羽林家・東園家（子爵）   | 在任中に死去。                                          |
| 5  |                | 園池実康   | 1920年12月23日 | 1926年11月01日      | 旧羽林家・園池家（子爵）   | 宮中顧問官に転任。                                      |
| 6  |                | 本多正復   | 1926年11月01日 | 1931年10月01日      | 旧大名家・本多家（子爵）   | 宮中顧問官に転任。                                      |
| -  |                | 清水谷実英 | 1928年09月26日 | 1928年12月31日      | 旧羽林家・清水谷家（伯爵） | 即位礼に関連し、臨時任命。                              |
| 7  |                | 三条公輝   | 1931年10月01日 | 1933年01月28日      | 旧大臣家・三条家（公爵）   | 掌典長に昇任。                                          |
| 8  |                | 立花寬篤   | 1933年01月31日 | 1936年02月13日      | 旧大名家・立花家（伯爵）   |                                                         |
| 9  |                | 醍醐忠直   | 1936年02月13日 | 1943年11月15日      | 旧清華家・醍醐家（侯爵）   | 宮中顧問官に転任。                                      |
| 10 |                | 飛鳥井雅信 | 1943年11月15日 | 1945年09月29日      | 旧羽林家・飛鳥井家（伯爵） | 宮内事務官に転任。                                      |
| 11 |                | 坊城俊良   | 1945年09月29日 | 1945年11月24日      | 旧名家・坊城家（伯爵）     | 在任中に掌典長事務取扱を務める。                        |
| 12 |                | 小出英経   | 1945年11月24日 |                     | 旧大名家・小出家（子爵）   | -                                                       |
| -  |                |            |                |                     |                            |                                                         |
| ?  |                | 飛鳥井雅慶 | 2002年         | 2007年              | 旧羽林家・飛鳥井家（伯爵） | 第10代掌典職次長飛鳥井雅信の次男。 橿原神宮宮司に転任。 |
| ?  |                | 手塚英臣   |                | 2009年              | -                          | 上皇明仁学友。 掌典長に昇任。                           |
| -  |                |            |                |                     |                            |                                                         |
| ?  |                | 楠本祐一   | 2012年09月     | 2014年02月          | 外務官僚                   | 掌典長に昇任。                                          |
| ?  |                | 山田蓉     |                |                     |                            |                                                         |
| ?  |                | 筑波和俊   |                | 現任                | 賜姓華族・筑波家（侯爵）   | 在任中に掌典長職務代行。                                |

### その他の人物
- 高谷朝子（元内掌典）

### 官報
- 『官報』第382号、1884年10月4日。
- 『官報』第4562号、1898年9月12日。
- 『官報』第7304号、1907年11月1日。
- 『官報』第7354号、1908年1月4日。
- 『官報』第7954号、1909年12月27日。
- 『官報』第45号、1912年9月24日。
- 『官報』第310号、1913年8月11日。
- 『官報』第1023号、1915年12月28日。
- 『官報』第2521号、1920年12月25日。
- 『官報』第4258号、1926年11月2日。
- 『官報』第528号、1928年9月27日。
- 『官報』第606号、1929年1月9日。
- 『官報』第1429号、1931年10月2日。
- 『官報』第1823号、1933年1月30日。
- 『官報』第1825号、1933年2月1日。
- 『官報』第2733号、1936年2月14日。
- 『官報』第5054号、1943年11月16日。
- 『官報』第5618号、1945年10月2日。
- 『官報』第5654号、1945年11月15日。
- 『官報』第5658号、1945年11月20日。
- 『官報』第5665号、1945年11月29日。
- 『官報』第5737号、1946年3月1日。
- 『官報』第5738号、1946年3月2日。
- 『官報』第5888号、1946年8月29日。